# Crocothemis saxicolor
Crocothemis saxicolor är en trollsländeart som beskrevs av Friedrich Ris 1919. Crocothemis saxicolor ingår i släktet Crocothemis och familjen segeltrollsländor. IUCN kategoriserar arten globalt som livskraftig. Inga underarter finns listade i Catalogue of Life.